# 破浪礁
破浪礁位于南沙群岛东南部，安渡滩西北侧，为一座暗礁，中國漁民向稱「沙根頭」。1935年中华民国出版的《水陆地图审查委员会会刊》第一期刊登的《中国南海各岛屿华英名对照表》公布的名称为“格老色斯德破礁”，1947年中华民国内政部方域司审定公布和1983年中华人民共和国中国地名委员会授权公布的标准名称均为“破浪礁”。西方文献一般称为“Gloucester Breakers”。其附近主要岛礁有浪口礁、簸箕礁、南海礁、光星仔礁等，这些岛礁目前皆为马来西亚实际控制。中国、越南等亦声称拥有主权。